# Spio borealis
Spio borealis är en ringmaskart som beskrevs av Toru Okuda 1937. Spio borealis ingår i släktet Spio och familjen Spionidae. Inga underarter finns listade i Catalogue of Life.